# Rondebosch Golf Club
De Rondebosch Golf Club is een golfclub in Kaapstad, Zuid-Afrika. De club is opgericht in 1911 en heeft een 18-holes golfbanen met een par van 72.
Recent werden de fairways beplant met kikuyugras, een tropische grassoort, en de greens met struisgras.

## Golftoernooien
- Vodacom Series: 1996-1999
- South African Women's Open: 1999 & 2000
- Western Cape Classic: 2000 & 2001